# Cardiestra eremistis
Cardiestra eremistis là một loài bướm đêm trong họ Noctuidae.